# کستانه‌آلان (آرهاوی)
کستانه‌آلان (به ترکی استانبولی: Kestanealan) یک منطقهٔ مسکونی در ترکیه است که در آرهاوی واقع شده‌است. کستانه‌آلان ۹۶ نفر جمعیت دارد.